# Michel Teló
Michel Teló de Nereira, noto semplicemente come Michel Teló (Medianeira, 21 gennaio 1981), è un cantautore, compositore e ballerino brasiliano.
Il carisma e la grande interazione con il pubblico durante i concerti sono considerate le sue doti migliori. È salito alla ribalta internazionale tra il 2011 e il 2012, grazie al brano Ai se eu te pego!, reso famoso dal calciatore Neymar.

## Biografia

### Gli esordi
Michel Teló ha mosso i suoi primi passi nella musica nel 1993, all'età di dodici anni, entrando a far parte della formazione Groupo Guri; in seguito ha cantato in altri due gruppi folkloristici tradizionali.
Il debutto da solista è avvenuto nel 2010, con l'album Balada sertaneja.

### Ai se eu te pego!
Tra il 2011 e il 2012 è salito alla ribalta internazionale grazie al brano Ai se eu te pego!, contenuto nel suo secondo album; la canzone è stata resa famosa dal calciatore Neymar, il quale si è esibito pubblicamente nella coreografia durante un concerto.
Il ballo di Ai se eu te pego! ha riscosso grande successo tra calciatori e tifosi, tanto che Cristiano Ronaldo e Marcelo del Real Madrid lo hanno riprodotto come esultanza dopo un gol contro il Málaga. In pochi mesi il brano si è confermato un successo anche al di fuori del Brasile, spopolando in paesi europei come Spagna, Portogallo e Italia, dove è arrivato al primo posto della classifica delle canzoni più scaricate su iTunes, guadagnandosi il disco d'oro e il disco di platino.
Al 2024, il video ufficiale di Ai se eu te pego! conta circa un miliardo di visualizzazioni su YouTube.

### Na balada
Nel 2012 è uscito il suo terzo album, Na balada, che contiene il brano Eu te amo e open bar.

## Vita privata
Nel 2008 ha sposato la sua prima moglie, Ana Carolina Lago. La coppia ha divorziato nel 2012, anno in cui il cantante ha conosciuto l'attrice Thaís Fersoza, con cui si è unito in matrimonio nel 2014. Nel 2016 è nata la primogenita Melinda, e nel 2017 il secondo figlio, Teodoro.

## Discografia parziale

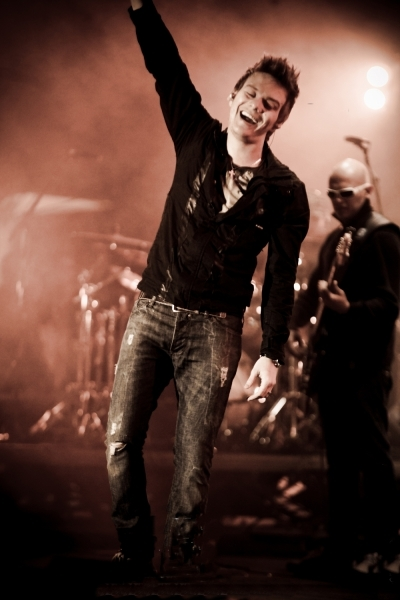
Michel Teló nel 2011

### Album in studio
- 2010 – Balada sertaneja

### Album dal vivo
- 2010 – Michel Teló
- 2011 – Na balada
- 2013 – Sunset
- 2015 – Baile do Teló

### Singoli
- 2011 – Ai se eu te pego!